# Kenneth Malitoli
Kenneth Malitoli (Kitwe, Zambia, 20 de agosto de 1966) es un exfutbolista, político y entrenador de fútbol de Zambia que jugaba en las posiciones de delantero centro y centrocampista.

## Carrera

### Club
| Periodo   | Club             |
| --------- | ---------------- |
| 1984-1992 | Nkana Red Devils |
| 1992-1996 | Espérance ST     |
| 1996–1997 | Ettifaq FC       |
| 1998–2000 | Nkana FC         |

### Selección nacional
Estuvo en las selecciones nacionales desde la categoría sub-19, y su debut con Zambia fue el 8 de mayo de 1988 en la victoria por 2-1 ante Zimbabue en un partido amistoso en Harare donde anotó los dos goles. Se retiró de la selección nacional el 16 de diciembre de 1999 en la derrota por 1-7 ante Honduras en un partido amistoso en San Pedro Sula. Jugó 89 partidos internacionales y anotó 19 goles.

### Entrenador
| Periodo   | Club                   |
| --------- | ---------------------- |
| 2001      | Indeni                 |
| 2002      | Kitwe United           |
| 2003–2004 | Kitwe Flying Bombers   |
| 2004–2006 | Forest Rangers FC      |
| 2007      | Nkana FC               |
| 2007–2009 | Nchanga Rangers FC     |
| 2009–2010 | Kalulushi Modern Stars |
| 2011–2013 | Livingstone Pirates    |
| 2014–2016 | Lusaka City Council FC |

### Política
En 2001 Malitoli compitió en la elecciones del parlamento en Kitwe como miembro del Heritage Party. Compitió ante otros nueve candidatos y obtuvo el 11.75% de los votos para terminar en segundo lugar. Desde entonces no ha vuelto a participar en política.

## Logros

### Club
- Primera División de Zambia (5): 1988, 1989, 1990, 1992, 1999
- Copa de Zambia (4): 1989, 1991, 1992, 2000
- CLP-1 (2): 1993, 1994
- Copa Africana de Clubes Campeones (1): 1994
- Supercopa de la CAF (1): 1995
- Copa Afro-Asiática (1): 1995
- Liga de Campeones Árabe (1): 1993
- Supercopa Árabe (1): 1996

### Individual
- Goleador de la CLP-1 en 1992 (18 goles) y 1993 (14 goles).